# Bitwa pod Ethandun
Bitwa pod Ethandun (też: bitwa pod Edington) – starcie zbrojne wojsk anglosaskich Alfreda Wielkiego z duńskim królem Guthrumem, które miało miejsce pomiędzy 6 a 12 maja 878 roku. Zakończyło się zwycięstwem wojsk Alfreda i wyznaczeniem granicy pomiędzy ziemiami pod kontrolą Duńczyków a Wessexem.
W 865 roku we Wschodniej Anglii wylądowała Wielka Armia duńska pod wodzą Ivara, Ubby i Halfdana Ragnarssonów, która rozpoczęła podbój Brytanii. Do 870 roku podbiła ona Nortumbrię i Anglię Wschodnią. W 871 zaatakowała Wessex, w którym stoczyła 9 bitew, z których tylko jedna została wygrana przez Anglosasów. W tym roku zginął król Ethelred I, zabity w bitwie pod Merton. Władzę po nim objął jego brat, Alfred. W 874 Duńczycy podbili Mercję. Rok później zaatakowali i zdobyli twierdzę Chippenham, z której król Alfred zdołał jednak uciec. Schronił się na bagnach Athelney, gdzie wybudował tymczasowy fort. Do 878 roku zdołał zebrać armię i ruszyć do decydującej bitwy przeciwko Duńczykom.
Bardzo niewiele wiadomo o samym przebiegu bitwy prócz tego, że była zacięta i że ludzie króla Alfreda walczyli w ciasnym szyku osłaniając się murem tarcz (łac. densa testudine) i atakując włóczniami przez przerwy pomiędzy nimi. Bitwa trwała cały dzień, jednak w końcu Duńczycy złamali linię i ruszyli do ucieczki. Armia Guthruma schroniła się w Chippenham, a goniący ją Alfred rozpoczął oblężenie. Po 14 dniach zmorzeni głodem Duńczycy poddali twierdzę.
W 878 zawarto traktat pokojowy, dzielący strefy wpływów w Anglii. Na jego mocy Guthrum zgodził się na przyjęcie chrześcijaństwa, wycofanie z Wesseksu i opuszczenie wszystkich okupowanych terytoriów na południe od Tamizy. Granicę pomiędzy terytorium Wesseksu a Danelagh wyznaczono wzdłuż Watling Street.